# Padrão dos Descobrimentos

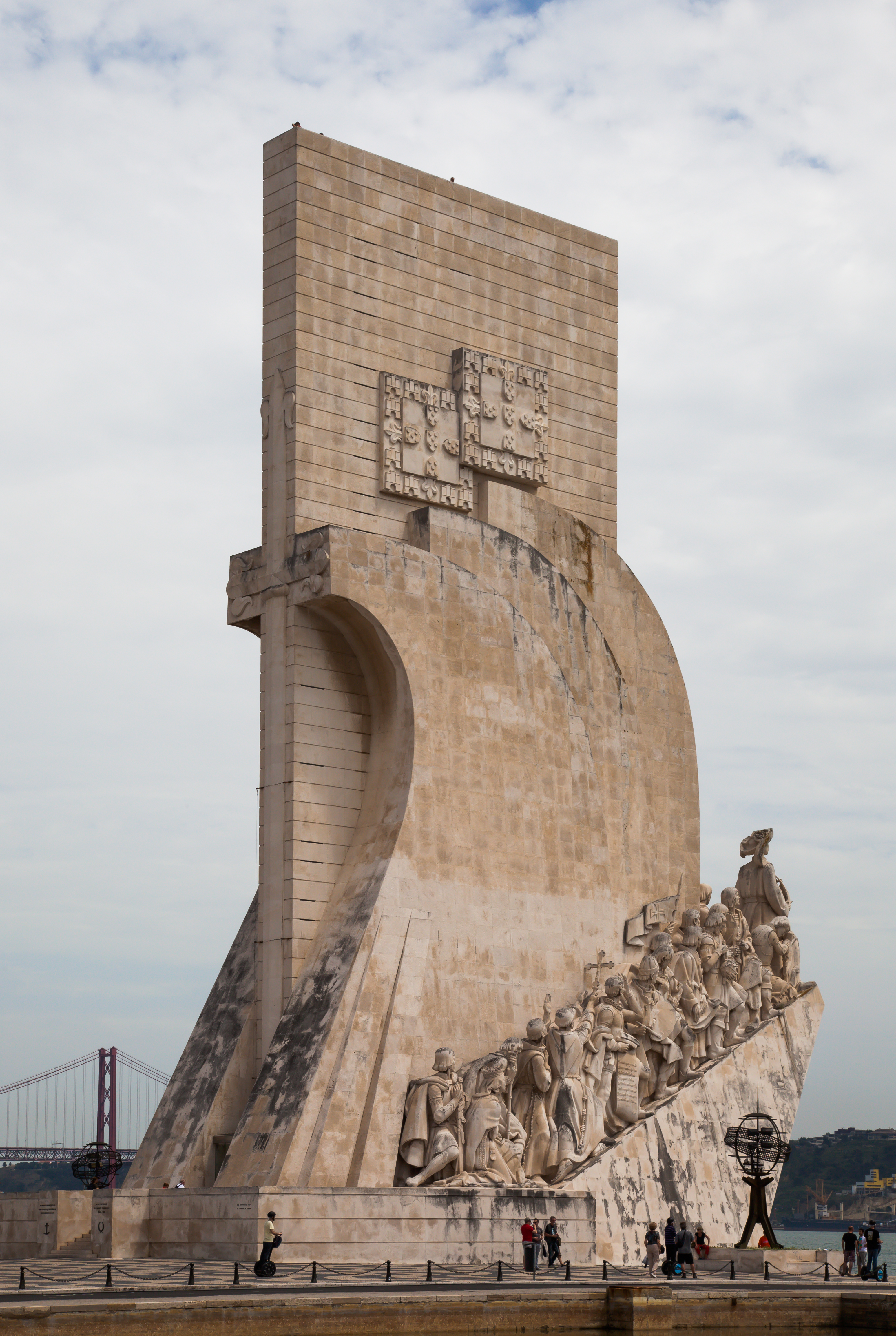
Padrão dos Descobrimentos

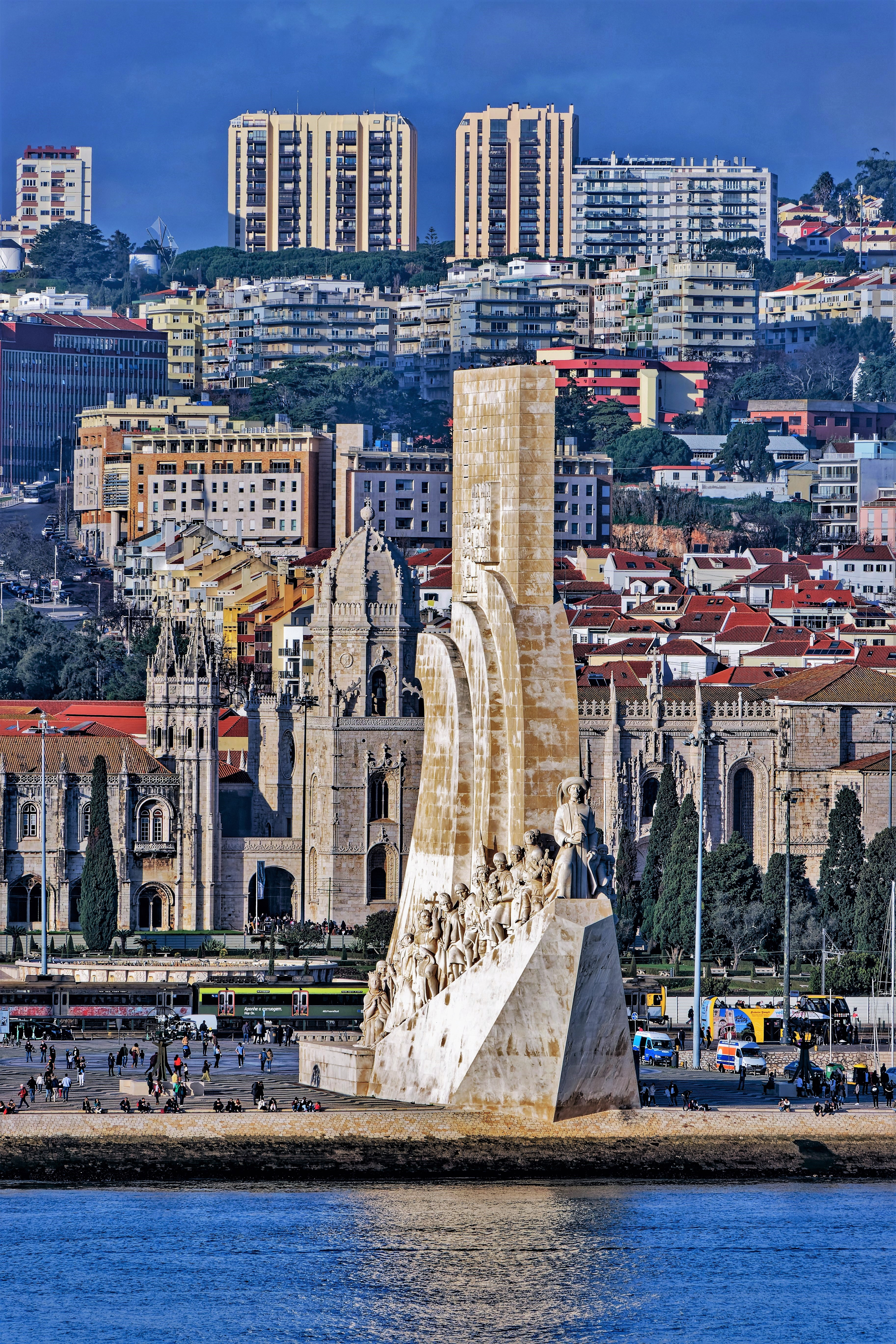
Das Denkmal der Entdeckungen vom Tejo gesehen.

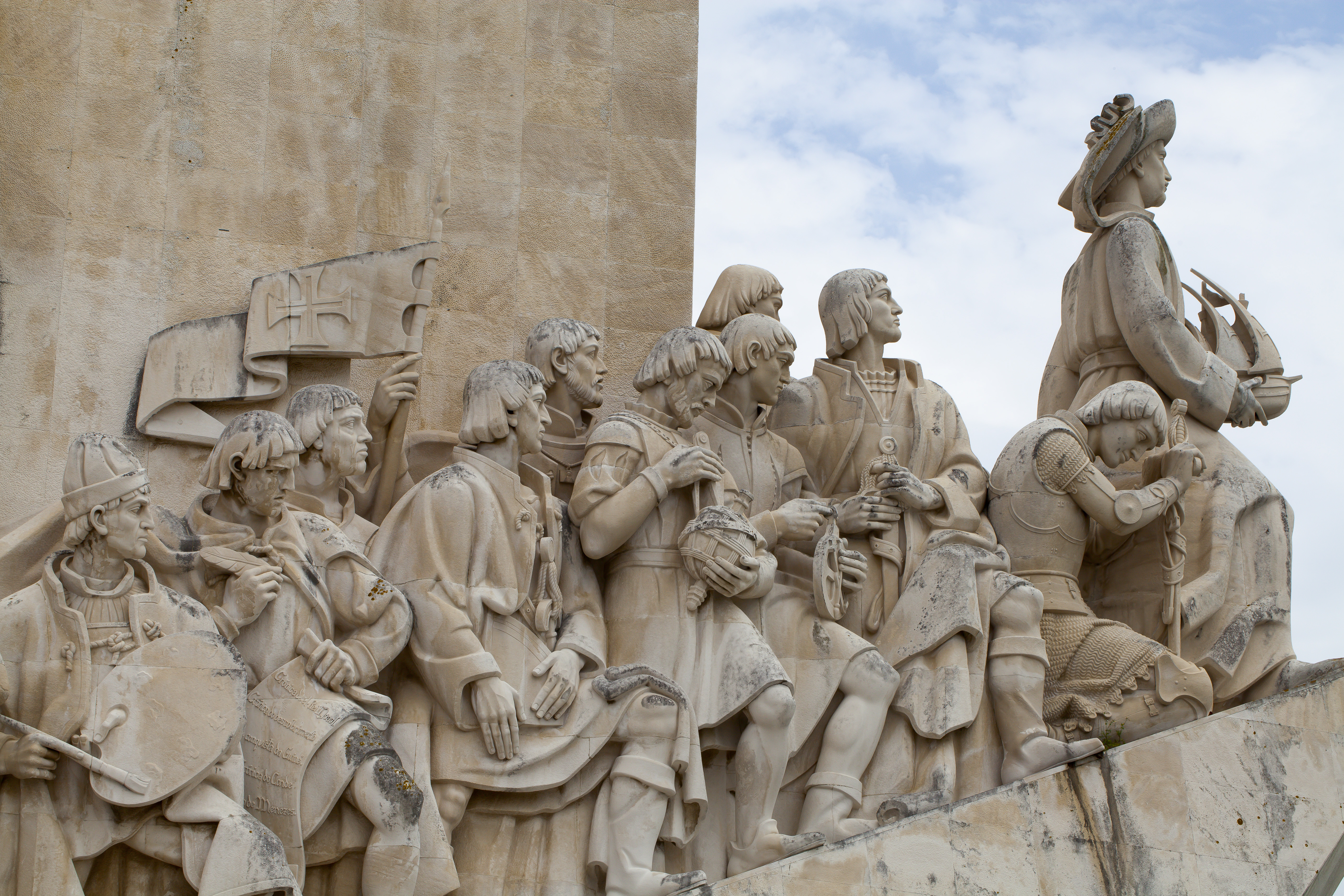
Westliche Ansicht des Denkmals

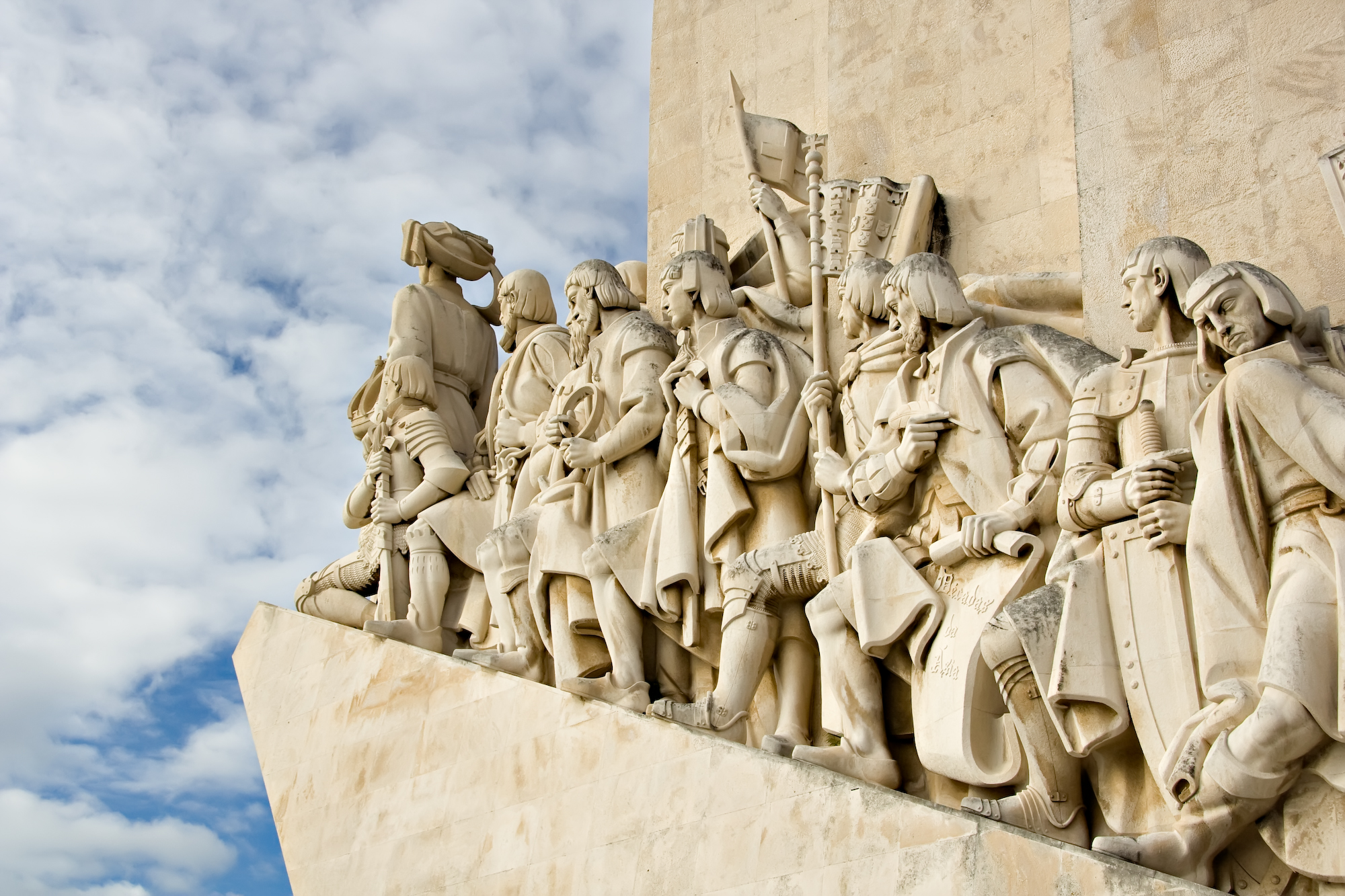
Östliche Ansicht des Denkmals in Richtung Tejo

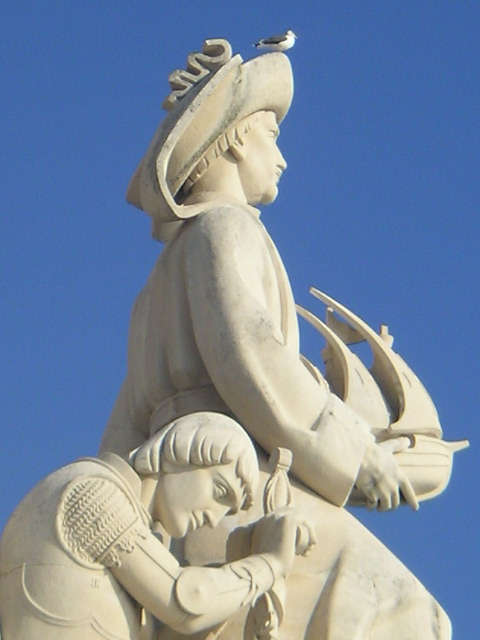
Heinrich der Seefahrer mit einer Karavelle auf den Armen

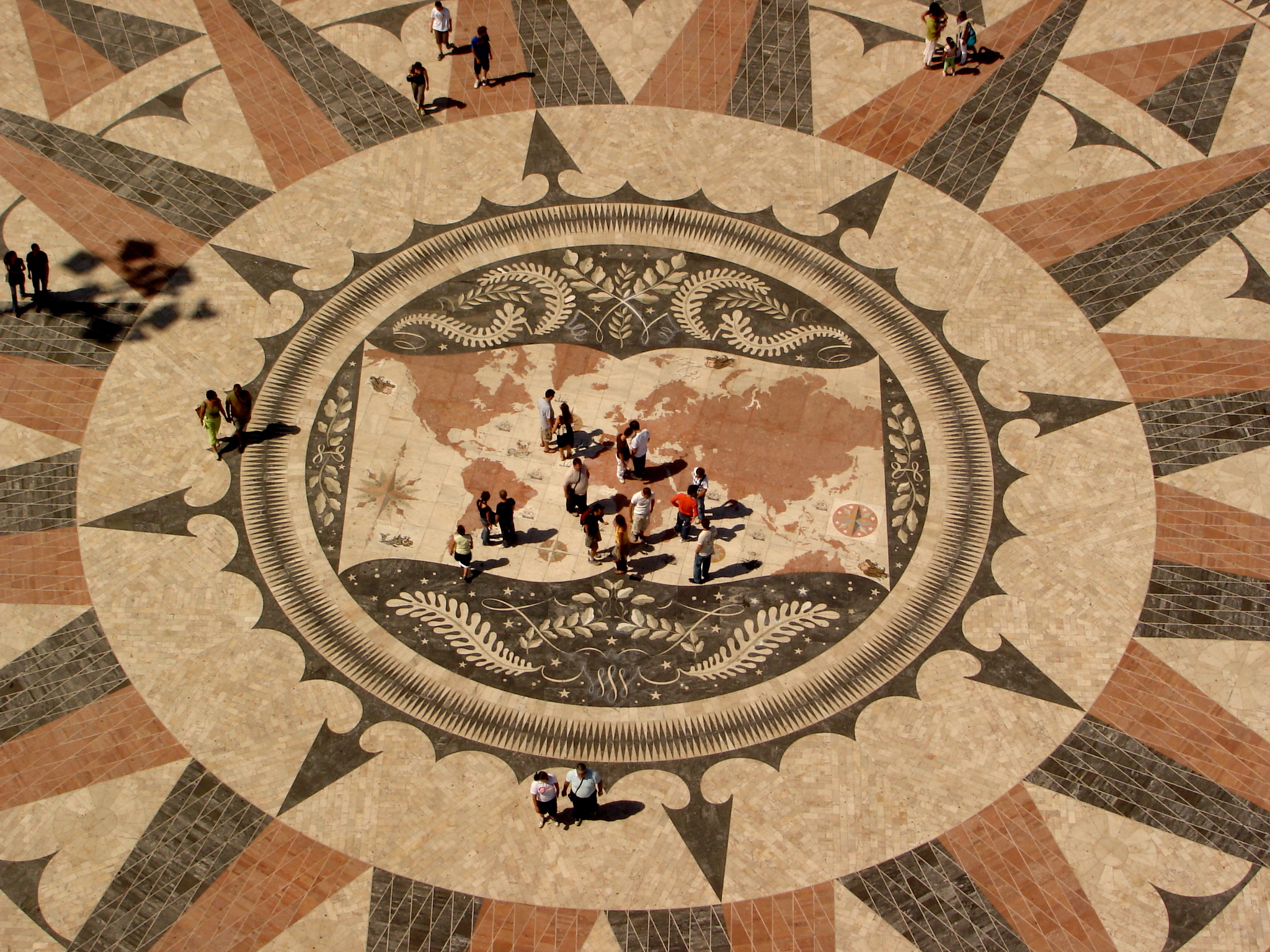
Windrose

Das Padrão dos Descobrimentos (deutsch Denkmal der Entdeckungen) steht im Stadtteil Belém in Lissabon am Ufer des Flusses Tejo. Es wurde 1960 zum 500. Todestag von Heinrich dem Seefahrer durch das Salazar-Regime errichtet. Das Denkmal hat eine Höhe von 56 Metern. Im Inneren gibt es ein Auditorium für 101 Menschen mit einer Bühne, im zweiten Stock eine Ausstellungshalle. Vom zweiten Stock aus gibt es eine Treppe, die zum Aussichtspunkt führt.

## Dargestellte Personen
Das Denkmal soll an das Zeitalter der Entdeckungen erinnern und zeigt 33 wichtige Persönlichkeiten des Spätmittelalters in Portugal, die aber nicht alle zur gleichen Zeit gelebt haben:
- Prinz Heinrich der Seefahrer
- Prinz Peter von Portugal
- Königin Philippa von Lancaster
- Fernão Mendes Pinto (Schriftsteller)
- Gonçalo de Carvalho (Dominikaner, der in Indien und im Kongo predigte)
- Henrique de Coimbra (Franziskaner, der in Indien und in Afrika predigte)
- Luís de Camões (Dichter)
- Nuno Gonçalves (Maler)
- Gomes Eanes de Azurara (Historiker)
- Pêro da Covilhã (Forscher)
- Jehuda Cresques (Kartograf)
- Pêro Escobar (Seefahrer)
- Pedro Nunes (Mathematiker und Astronom)
- Pêro de Alenquer (Seefahrer)
- Gil Eanes (Seefahrer)
- João Gonçalves Zarco (Seefahrer)
- Prinz Ferdinand von Avis
- König Alfons V. „der Afrikaner“
- Vasco da Gama (Entdecker des Seewegs nach Indien)
- Afonso Gonçalves Baldaia (Seefahrer)
- Pedro Álvares Cabral (Seefahrer, nahm Brasilien für Portugal in Besitz)
- Ferdinand Magellan (Seefahrer)
- Nicolao Coelho (Seefahrer)
- Gaspar Corte-Real (Seefahrer)
- Martim Afonso de Sousa (Kolonisator und erster Gouverneur von Brasilien)
- João de Barros (Historiker)
- Estêvão da Gama (Seefahrer, Gouverneur von Indien)
- Bartolomeu Diaz (Entdecker des Kaps der Guten Hoffnung)
- Diogo Cão (Seefahrer)
- António Abreu (Seefahrer)
- Afonso de Albuquerque (Seefahrer, Militär und Politiker)
- Sankt Franziskus Xavier (Missionar)
- Cristóvão da Gama (Heerführer in Äthiopien)

## Architektur und Mosaik
Auf dem Boden vor dem Eingang befindet sich eine Windrose aus Mosaiksteinen. Die Windrose hat einen Durchmesser von 50 Metern und war ein Geschenk der Republik Südafrika. Eine Weltkarte im Zentrum des Mosaiks zeigt die Routen der portugiesischen Entdecker im 15. und 16. Jahrhundert.
Mit einem kostenpflichtigen Lift im Innern des Monumentes gelangt man zu dessen Spitze, von wo aus man einen Blick auf den Tejo, die Ponte 25 de Abril, das Mosteiro dos Jerónimos sowie den Torre de Belém hat.
Auf der nördlichen Fassade befinden sich Inschriften. Links: „AO INFANTE D. HENRIQVE E AOS PORTVGVESES QVE DESCOBRIRAM OS CAMINHOS DO MAR“ („Zu Ehren von Prinz Heinrich und den Portugiesen, die die Seewege entdeckten“); Rechts: „NO V CENTENÁRIO DO INFANTE D. HENRIQVE 1460–1960“ („Im 5. Jahrhundert Prinz Heinrichs 1460–1960“).

## Sonstiges
Im Mai 2023 erschien eine Briefmarke der Vatikanischen Post zum Weltjugendtag 2023; sie zeigt Papst Franziskus, wie er eine Gruppe von Kindern zum Padrão dos Descobrimentos führt. Nach Protesten, dieses Denkmal stehe für die portugiesische Kolonialgeschichte und sei unter Diktator Salazar errichtet worden, zog die Post die Briefmarke zurück und hat sie durch eine mit neuer Gestaltung ersetzt.